# Toast

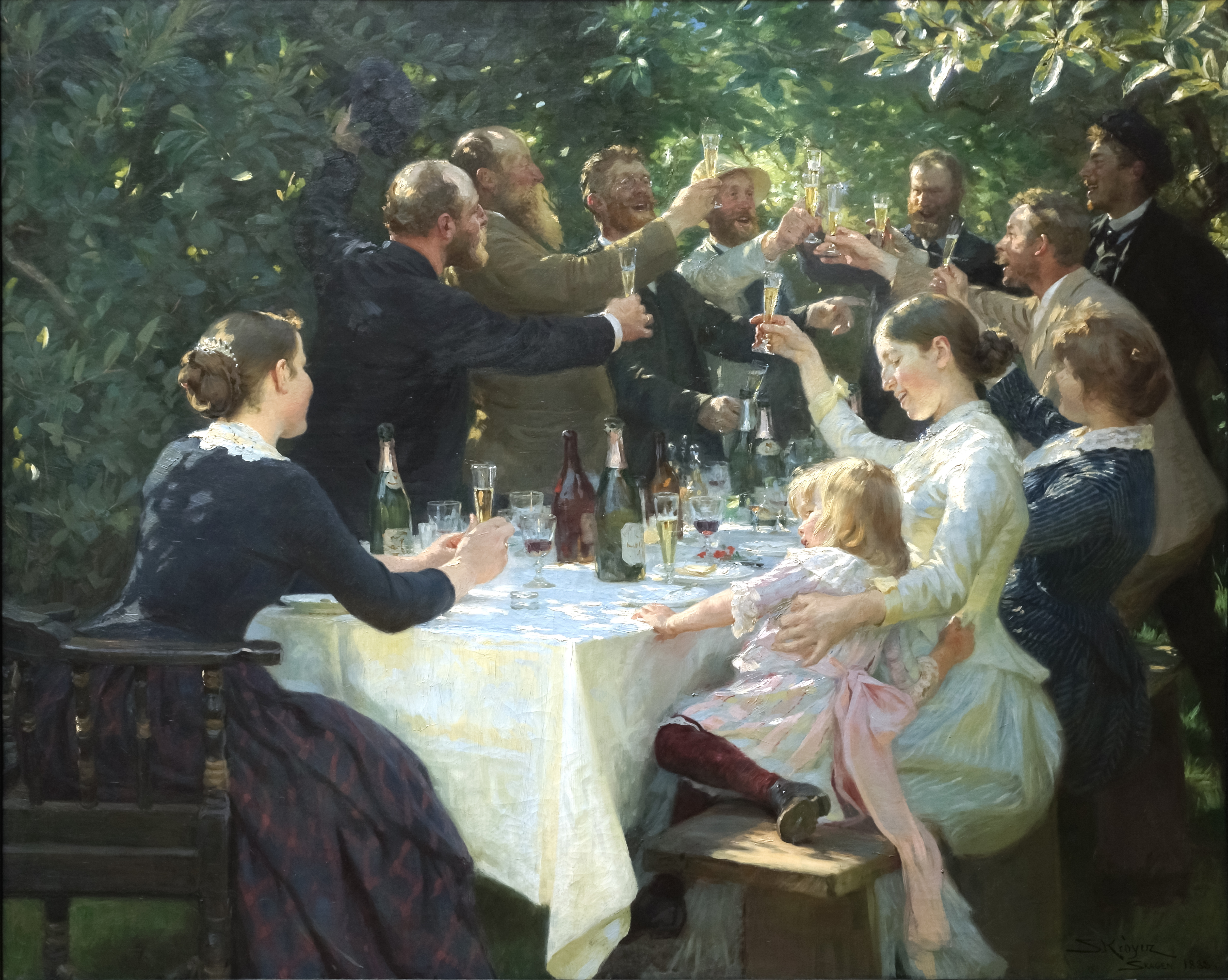
Hip, Hip, Hurra! Uczta artystów w Skagen – obraz pędzla Pedera Severina Krøyera, 1888

Toast – gatunek literatury stosowanej, skonwencjonalizowana formuła lub krótka przemowa wznoszona dla uczczenia kogoś lub czegoś, życzenia komuś pomyślności itp. Po toaście następuje wypicie napoju, często też stuknięcie się kieliszkami. Toast może przybrać charakter konwencjonalnej, krótkiej formuły (np. „na zdrowie!”) lub dłuższej, bardziej oryginalnej przemowy, w którą jednak elementy konwencjonalne często są wbudowane.
Toast może przybrać także charakter krótkich pieśni. Śpiewanie ich w czasie biesiad i uczt było popularne zwłaszcza w okresie staropolskim, pieśni o charakterze toastu są jednak znane w tradycji ludowej do dziś. Podobnie jak toast w postaci przemowy, pieśń o charakterze toastu za pomocą konwencjonalnych formuł określa intencje uczestników spotkania towarzyskiego dotyczące danej osoby, wydarzenia czy sytuacji.
Charakter toastu ma słynna mowa Sędziego o grzeczności w Panu Tadeuszu Adama Mickiewicza (w księdze I).